# ゾーイ・ハリソン
ゾーイ・ハリソン（英：Zoe Harrison、1998年4月14日 - ）は、イングランドの女子ラグビーユニオン選手。

## プロフィール
- イングランド出身[1]。
- ポジションはスタンドオフ（SO）、センター（CTB）。
- 身長 168cm、体重 73kg

## 略歴
2022年、ラグビーワールドカップ2021の女子イングランド代表に選ばれて、レッド・ローズ2大会連続準優勝に貢献。